# Sâncraiu de Mureș

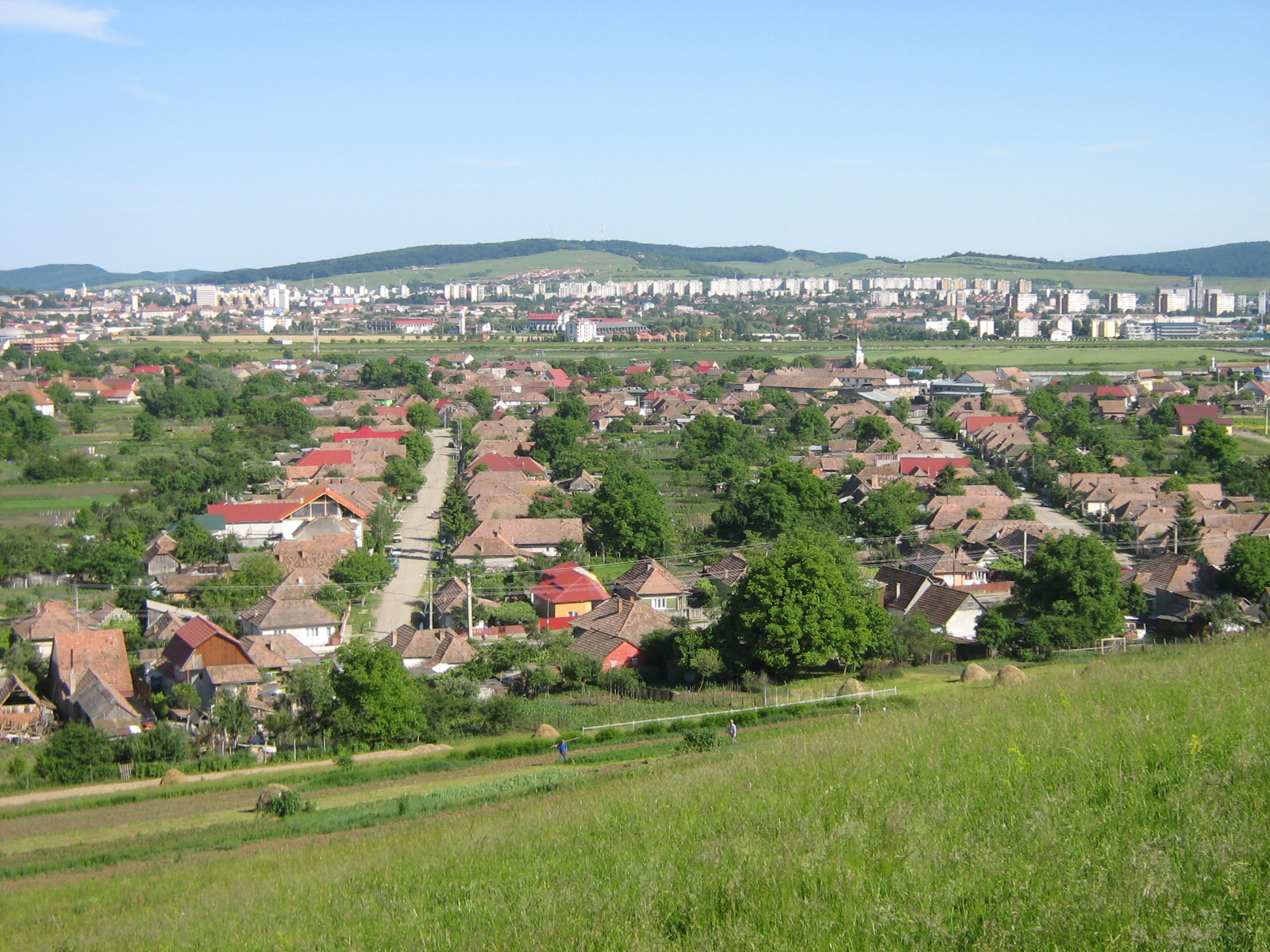
Marosszentkirány (Sâncraiu de Mureș)

Sâncraiu de Mureș (en húngaro: Marosszentkirály, en alemán: Weichseldorf) es un municipio en Rumania, en el distrito de Mureș. 

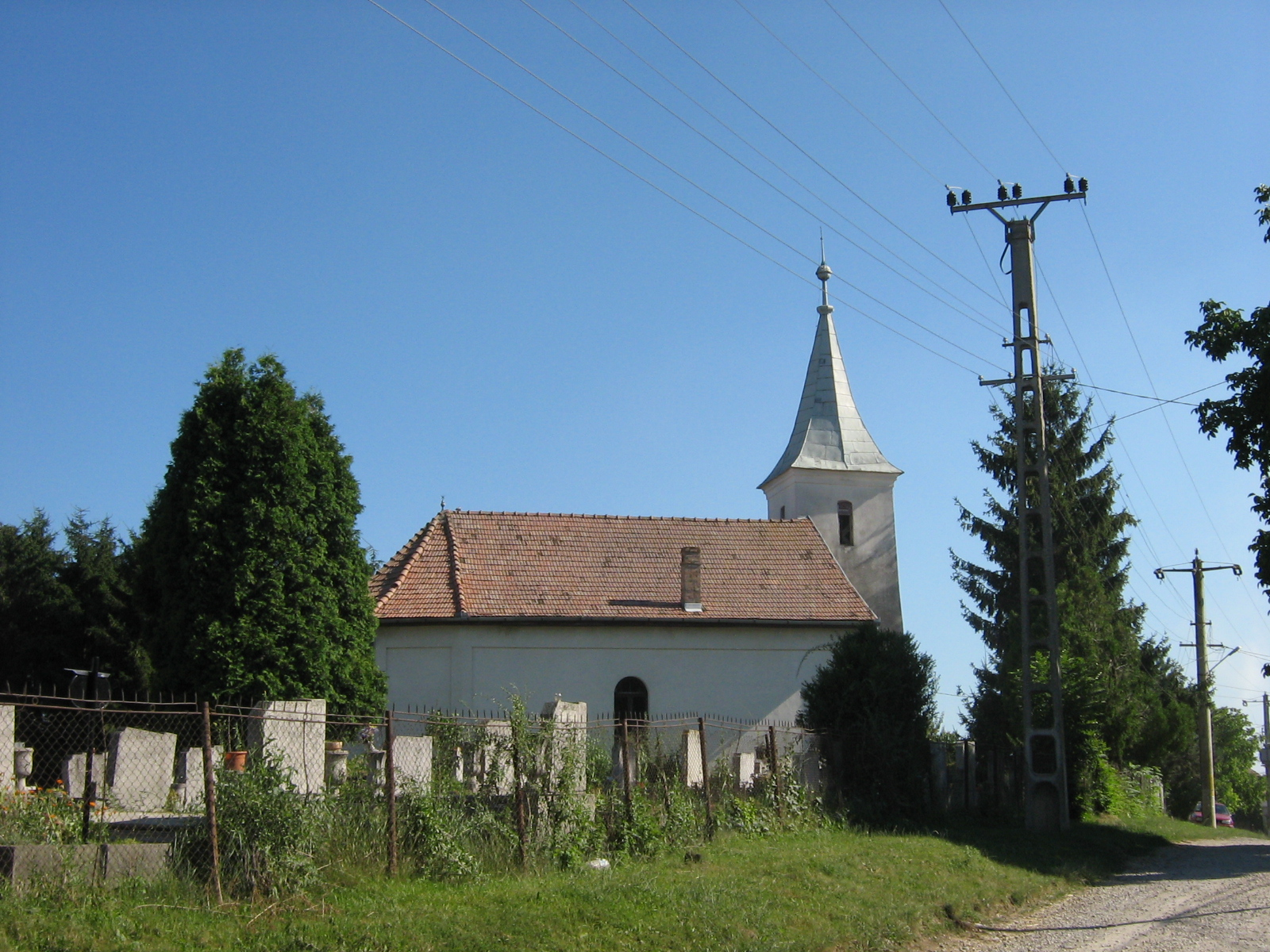
La iglesia reformada del pueblo

## Localización
El pueblo se sitúa en la orilla derecha del río Maros (en rumano: Mureș), a 5 km de la ciudad de Marosvásárhely (en rumano y oficialmente: Târgu Mureș) al oeste.
Debido a su expansión, está junto con las localidades Hídvég, Egerszeg y Náznánfalva. El municipio pertenece a la Área metropolitana de Târgu Mureș. 

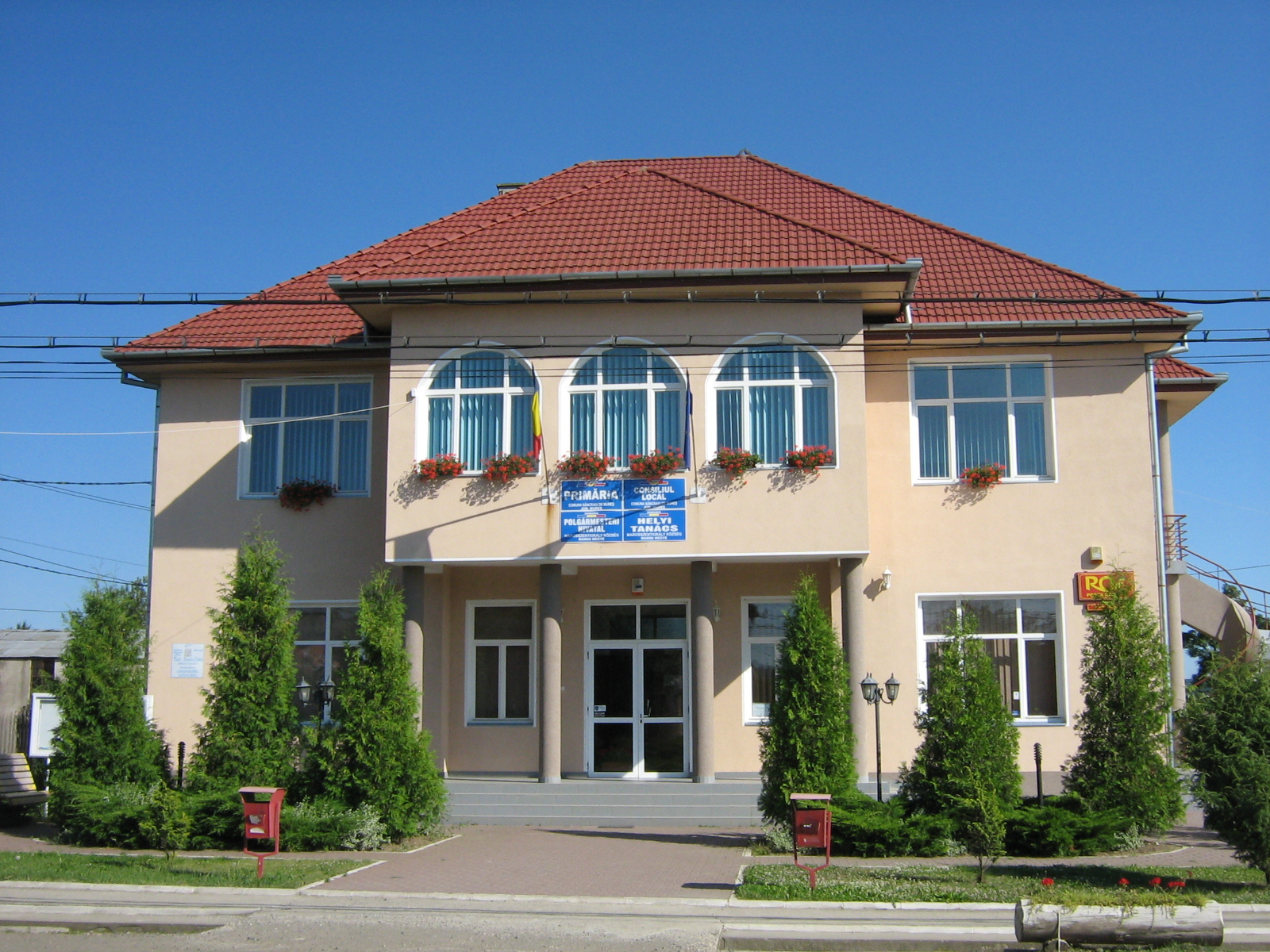
La casa consistorial

## Historia
Se le menciona por primera vez en 1332 como Sancto Rege y en 1339 aparece bajo el nombre de Zentkiral. En la Edad Media ya era una localidad significativa pues tenía dos iglesias: la iglesia de San Esteban y el monasterio denominado La Virgen Bienaventurada, fundado en 1350. El nombre antiguo del pueblo en húngaro era Székelyháza y después Hosszúfalu.
Se piensa que su iglesia reformada fue construida a finales del siglo XII, sin embargo, está claro que en 1239 ya existía —en 1900 demolieron la nave central y el antealtar de esta iglesia medieval y reconstruyeron la dicha parte. Sin embargo, su torre quedó intacta, es la original—. En 1350 se establecieron aquí los monjes de la Orden de San Pablo. Ellos fundaron en 1370 la iglesia paulina del pueblo en la cercana cima de Klastrom. Poco después, la iglesia se incendió y sus piedras y ladrillos fueron reutilizados para la construcción del castillo de Târgu Mureș.
En 1910 el pueblo tenía 986 habitantes, de los que 534 eran húngaros y 357 rumanos. Hasta el tratado de Trianón (1920), el pueblo pertenecía al condado de Maros-Torda, Hungría. En 1992 vivían aquí 4089 habitantes, de los que 2050 eran húngaros, 1844 rumanos y 201 gitanos.

## Personajes ilustres
Nació aquí en 1905 el famoso escultor,  Dabóczi Mihál.